# William Craven, 6:e baron Craven

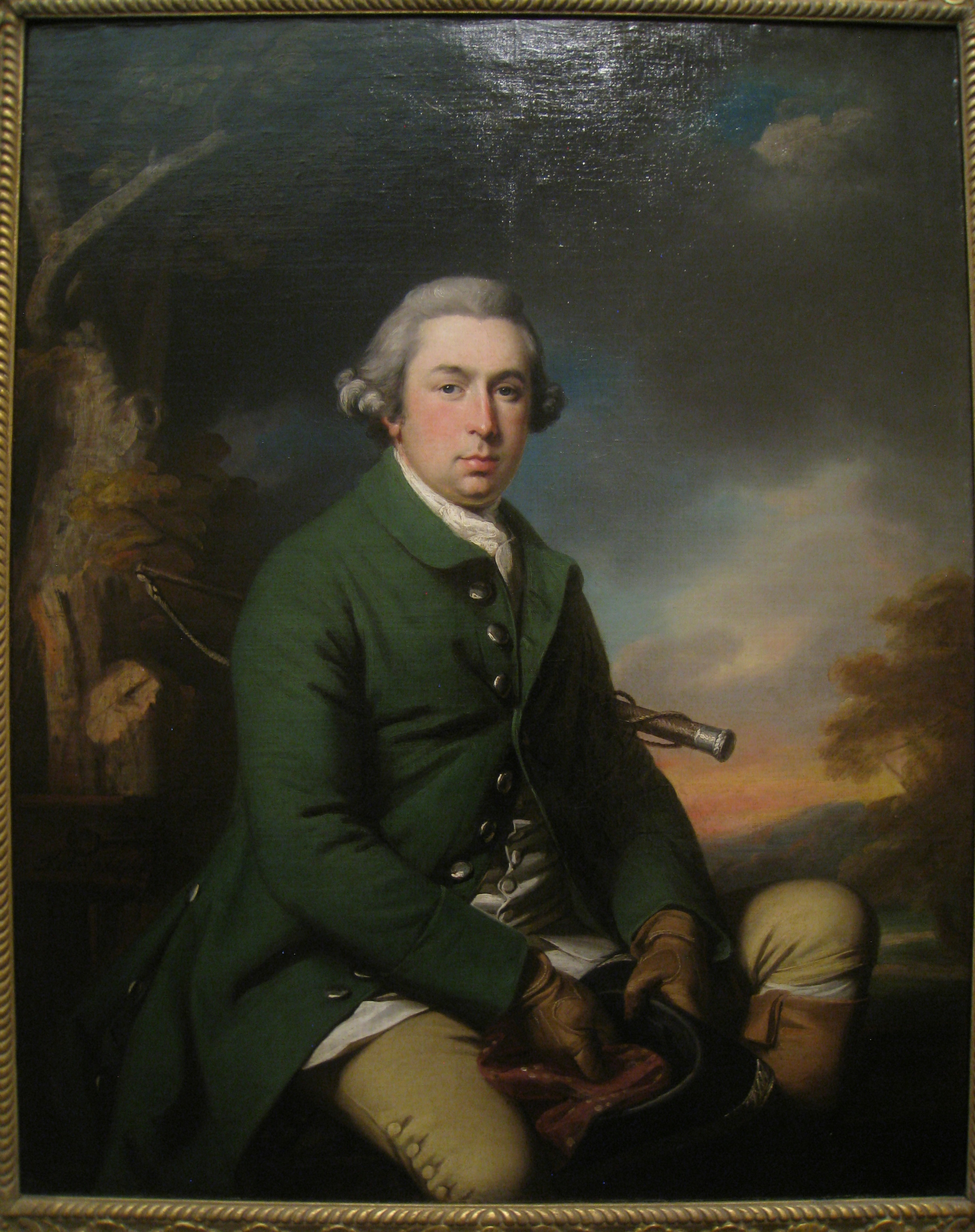
William Craven, 6:e baron Craven, porträtterad 1768 av Francis Cotes (1726–1770).

William Craven, 6:e baron Craven, född 11 september 1738, död 26 september 1791, var en engelsk adelsman. Han var son till prästen John Craven av Staunton Lacy i Shropshire. Den 30 maj 1767 ingick han äktenskap med Lady Elizabeth Berkeley, med vilken han fick tre söner och fyra döttrar.
År 1769 efterträdde han sin farbror William Craven som baron Craven, och lät under 1775 uppföra herrgården Benham Park på samma gods som herrgården Benham Valence i Speen, Berkshire. Där levde han samman med sin hustru till dess hon lämnade honom år 1780 för ett liv på den europeiska kontinenten. Samma år lät Craven bygga den första stuga på platsen där Premier League-fotbollslaget Fulham FC i dag har sin hemmaarena Craven Cottage.
Hans äldste son William Craven (1770–1825) efterträdde honom som 7:e baron Craven, och kom 1801 att upphöjas till 1:e earl av Craven.

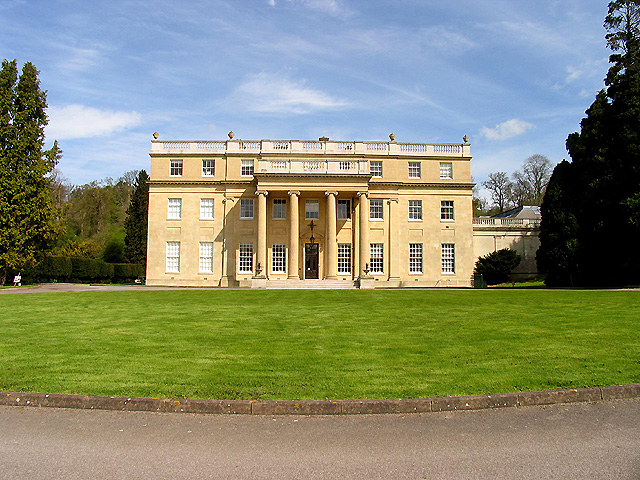
Herrgården Benham Valence.